# 周本濂
周本濂（1931年10月20日—2000年6月21日），中国材料物理学家。安徽合肥人，生于江苏扬州。1952年毕业于清华大学物理系，之后分配到中国科学院金属研究所工作，师从葛庭燧；主要研究贡献有：材料的高温性质（热物性）及其测试、碳／碳复合材料的热应力损毁机理、复合材料的仿生设计等。1997年当选为中国科学院院士。2000年逝世于沈阳。